# Sketches of Spain
Sketches of Spain (Bocetos de España o Esbozos de España en español) es un álbum de estudio del trompetista y compositor estadounidense de jazz, Miles Davis. Fue grabado entre 1959 y 1960, en los estudios CBS de Nueva York, y lanzado en julio de 1960. Se considera un álbum insigne de la fusión third stream.
El álbum incluye una versión del segundo movimiento del Concierto de Aranjuez de Joaquín Rodrigo y la «Canción del fuego fatuo» («Will o' the Wisp») del ballet El amor brujo de Manuel de Falla.
En 2003, la revista Rolling Stone lo incluye en el puesto 356 de su lista de los 500 mejores álbumes de todos los tiempos.

## Contexto
Miles firmó un contrato con Columbia Records en 1957, el cual le permitió tener libertad creativa total sobre su trabajo. De ese acuerdo surgieron los álbumes Miles Ahead (1957) y Porgy and Bess (1958).
Fue gracias a un álbum antológico que su amiga, la actriz Beverly Bentley, trajo de España, y a un concierto al que Davis asistió junto a su esposa, Frances Taylor, que el trompetista conoció el tema Concierto de Aranjuez, el cual lo llevó a decidirse por hacer un álbum de jazz fusión, con sonidos ibéricos.
Para éste proyecto, Davis contó con la participación activa del pianista y arreglista canadiense Gil Evans. Evans fue apoyado por el productor George Avakian (quien estaba a cargo de la división étnica del sello) y su jefe y director de esa división, Alan Lomax, quienes estaban convencidos de la necesidad de su contribución para el disco.

### Grabación
El álbum se grabó en dos sesionesː el 20 de noviembre de 1959 y el 10 de marzo de 1960, en Columbia 30th Street Studio, en Nueva York. Contó con el ingeniero Fred Plaut, los arreglos de Gil Evans, y la producción de Davis, Evans, Teo Macero e Irving Townsend.
Concierto de Aranjuez (Adagio) fue grabado el 20 de noviembre de 1959.

## Lanzamiento y recepción
El álbum fue lanzado el 18 de julio de 1960, bajo el sello Columbia.
Al parecer a Rodrigo le molestó la versión que de su composición hizo Miles y a los críticos de jazz de la época tampoco les gustó el tema de Aranjuez.

## Contenido

### Canciones
El álbum está compuesto en su mayoría de versiones de temas españoles, salvo las dos composiciones originales de Gil Evans.
Concierto de Aranjuez (Adagio) es una versión del tema homónimo del compositor español Joaquín Rodrigo. La versión del álbum tomó el segundo movimiento de la composición original, de 1939.
Will o' the Wisp es una reintrepretación de El amor brujo, ballet del compositor español Manuel de Falla y The Pan Piper, originalmente llamada Alborada de Vigo es un tema tradicional de Galicia, región autónoma en España. El tema ya había sido grabado antes por Lomax.
Por su parte los temas Saeta y Solea, son temas originales de Evans. La saeta designa un tipo de música tradicional española de corte católico, que se canta a las imágenes religiosas de la Semana Santa andaluza, y soleá es un palo flamenco.

### Portada
El arte de cubierta del álbum está inspirado en la temática del álbum (al estilo español) y muestra una figura masculina tocando la trompeta en el extremo izquierdo, que correspondería a Davis, un toro corriendo en dirección al trompetista, en el extremo derecho, y la palabra MILES en medio.
Las figuras diminutas están en negro sobre un fondo amarillo ocre y rojo, simbolizando los colores de la bandera de España.

## Legado
Con el paso de los años, el álbum pasó de críticas negativas a positivas, tanto así que se considera un clásico de Davis y del jazz. 
El álbum fue incluido en el listado de los RS500 en 2003, por la revista Rolling Stone, ocupando el puesto 356 originalmente. En la reedición del 2012, el álbum descendió al puesto 358.

## Lista de canciones
Cara A
1. «Concierto de Aranjuez» (Adagio) (Joaquín Rodrigo): 16:19
2. «Will o' the Wisp» (Manuel de Falla): 3:47

Cara B
1. "The Pan Piper (Alborada de Vigo)" (canción tradicional de Galicia): 3:52
2. "Saeta" (Gil Evans): 5:06
3. "Solea" (Evans): 12:15

1997 reissue bonus tracks
1. "Song of Our Country" (Evans): 3:23
2. "Concierto de Aranjuez" (toma alternativa; 1.ª parte) (Rodrigo): 12:04
3. "Concierto de Aranjuez" (toma alternativa; final 2.ª parte) (Rodrigo): 3:33

## Personal
- Miles Davis: trompeta, fliscorno
- Gil Evans: piano, arreglos, director
- Johnny Coles: trompeta
- Bernie Glow: trompeta
- Taft Jordan: trompeta
- Louis Mucci: trompeta
- Ernie Royal: trompeta
- Dick Hixon: trombón
- Frank Rehak: trombón
- John Barrows: trompa
- Jimmy Buffington: trompa
- Earl Chapin: trompa
- Tony Miranda: trompa
- Joe Singer: trompa
- Bill Barber: tuba
- Jimmy McAllister: tuba
- Danny Bank: clarinete bajo
- Harold Feldman: clarinete, flauta travesera, oboe
- Romeo Penque: flauta, oboe
- Albert Block: flauta travesera
- Eddie Caine: flauta travesera, fliscorno
- Jack Knitzer: fagot
- Janet Putnam: arpa
- Paul Chambers: contrabajo
- Jimmy Cobb: batería
- Elvin Jones: percusión
- José Mangual: percusión